# بيجاسوس (رواية)
بيجاسوس هي إحدى روايات الروائية الأمريكية دانيال ستيل (بالإنجليزية Pegasus).

## نبذة قصيرة
تدور أحداث الرواية عن قريبين أرملين من عائلة ألمانية نبيلة تضطر ظروف الحرب العالمية الثانية أحدهما إلى الهروب بإبنيه إلى أمريكا مخلفا ورائه ثروته والبدء في حياة جديدة هناك كمدرب خيول في سيرك بعد أن أهداه قريبه قبل سفره مجموعة من الخيول المدربة منها الفرس بيجاسوس الرائعة.